# Senese (sigaro)
Il Senese era un tipo di sigaro toscano, realizzato presso la manifattura di Lucca. Il formato era quello del Toscanello, a tronco di cono, e corrispondente a metà sigaro toscano. Il Senese, fino dal nome, risultava essere un "toscano" dalle caratteristiche particolari.
La fascia infatti era di provenienza subtropicale mentre il ripieno, a differenza degli altri sigari della famiglia dei "Toscani", non era italiano ma europeo e subtropicale (Giava, Sumatra, Santo Domingo). Era disponibile in confezione da 5.

## Caratteristiche
Caratteristiche distintive del Senese:
- Manifattura di produzione: Lucca
- Tempo di maturazione e stagionatura: 12 mesi
- Fascia: tabacco subtropicale
- Ripieno: tabacco europeo e subtropicale
- Aspetto: marrone chiaro
- Fabbricazione: manifattura di Lucca
- Lunghezza: 91 mm
- Disponibilità: non più in produzione
- Fascetta: assente.